# Hyderabad (Bundesstaat)
Hyderabad (Ausspracheⓘ; Telugu హైదరాబాద్, Marathi हैदराबाद, Urdu حیدر آباد, Kannada ಹೈದರಾಬಾದ್) war von 1948 bis 1950 eine Provinz und von 1950 bis 1956 ein Bundesstaat in Indien, der aus dem früheren gleichnamigen Fürstenstaat hervorging. Der Bundesstaat wurde 1956 im States Reorganisation Act aufgelöst und sein Territorium unter den angrenzenden Bundesstaaten aufgeteilt.

## Vorgeschichte

### Besetzung durch Indien
Im Jahr 1947 erlangte Indien zusammen mit Pakistan die Unabhängigkeit als Dominion im Rahmen des britischen Commonwealth von der britischen Kolonialherrschaft. Nach und nach traten die zahlreichen indischen Fürstenstaaten dem neugegründeten indischen Staat bei. Der Umstand, dass diese Einigung weitgehend gewaltfrei vor sich ging, war vor allem dem großen politischen Geschick von Jawaharlal Nehrus Mitstreiter und Innenminister „Sardar“ Vallabhbhai Patel zu danken. Der Nizam von Hyderabad Asaf Jah VII., der über den mit Abstand größten indischen Fürstenstaat herrschte, zögerte mit diesem Schritt jedoch und versuchte, die Unabhängigkeit seines Staates sowohl von Indien als auch von Pakistan zu bewahren. Als er damit begann, eigene paramilitärische Polizeitruppen, die Razakars aufzubauen, die mit großer Härte gegen Unruhen in der mehrheitlich hinduistischen Bevölkerung Hyderabads, die den Anschluss an Indien erstrebte, vorgingen, ergriff Indien schließlich die Initiative und besetzte in einer kurzen Militäraktion im September 1948 den Staat Hyderabad, der am 17. September 1948 Indien eingegliedert wurde.

Die 16 Distrikte von Hyderabad (1951)

### Kommunistische Rebellion
Die Rebellion gegen den Nizam war wesentlich auch von kommunistischen Kräften getragen worden, die nicht ohne weiteres ihre Waffen niederlegten und den Aufstand beendeten, als die indische Armee eintraf. Die kommunistische Bewegung hatte ihren Schwerpunkt in Telangana. Der indische Militärgouverneur versuchte zunächst, den Aufstand mit Polizeimaßnahmen zu unterdrücken. In den Jahren nach 1948 kam es zu Verhaftungen von Tausenden vermeintlicher Sympathisanten der kommunistischen Bewegung, ohne dass diese dadurch dauerhaft unterdrückt werden konnte. Die Kommunisten hatten sich Sympathien unter der einfachen Landbevölkerung erworben, weil sie in den unter ihrer Herrschaft stehenden Gebieten die Fronarbeit abgeschafft, Land und Vieh umverteilt und sich um die Hebung des Niveaus der einfachen Bevölkerung bemüht hatten. Die indische Regierung unter Nehru erkannte grundsätzlich diese Probleme und schlug einen konzilianteren Kurs ein. Die Verhafteten wurden größtenteils bis 1950 wieder entlassen, eine Generalamnestie ausgesprochen und in Teilen eine Landreform durchgeführt. Mittel wurden bereitgestellt um die zerstörte Infrastruktur wieder instand zu setzen. Allerdings wurden im Rahmen der Maßnahmen zur Unterdrückung des kommunistischen Aufstandes auch Tausende von Angehörigen einzelner Stammesbevölkerungen zwangsumgesiedelt. Mitte Oktober 1951 riefen die Kommunistische Partei Indiens (CPI) und die Andhra Mahasabha zur Beendigung des Aufstands auf, was auch im Wesentlichen geschah. 1952 schlossen sich die linken Gruppierungen zur People’s Democratic Front zusammen, um unter diesem Dach bei den kommenden Wahlen anzutreten.

### Politik nach 1950

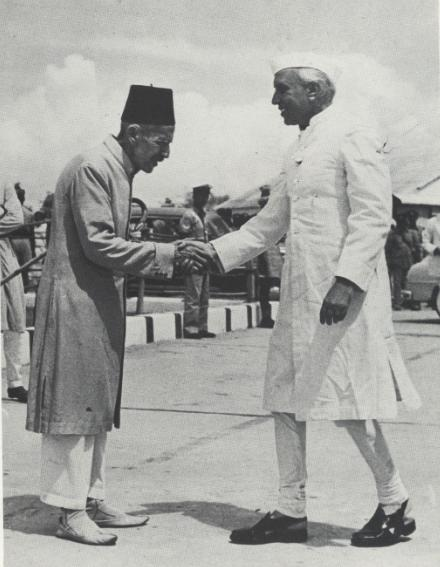
Premierminister Jawaharlal Nehru wird bei einem Besuch in Hyderabad am 28. September 1952 durch den Rajpramukh und Nizam Asaf Jah VII. begrüßt

Nach der Gründung und der Verabschiedung der Verfassung der Republik Indien im Jahr 1950 wurde Hyderabad ein Bundesstaat. Formell blieb der Nizam das Oberhaupt in einer Gouverneursposition mit dem Titel eines Rajpramukh. Die tatsächliche politische Macht übte jedoch der Chief Minister aus, der vom Parlament von Hyderabad gewählt wurde. Die erste (und einzige) Parlamentswahl fand 1952 statt. Stärkste Partei wurde mit 41,9 % der Stimmen die Kongresspartei, die 93 von 175 Wahlkreisen gewann. Zweitstärkste Partei wurde die People’s Democratic Front (20,8 %, 22 Mandate), eine Stellvertreterpartei der Kommunistischen Partei Indiens, die aufgrund revolutionärer Umtriebe vorübergehend offiziell verboten worden war. An dritter und vierter Position folgten die Sozialistische Partei (11,4 %, 11 Sitze) und die Peasants and Workers Party (4,2 %, 10 Sitze). Unabhängige Kandidaten erzielten 14,6 % und 14 Sitze.
Anschließend wurde eine Regierung unter Chief Minister Burgula Ramakrishna Rao (Kongresspartei) gebildet, die bis 1956 amtierte.
| Partei                      | Stimmen   | Stimmen  | Sitze | Sitze   |
| Partei                      | Zahl      | %        | Zahl  | %       |
| --------------------------- | --------- | -------- | ----- | ------- |
| Indischer Nationalkongress  | 2.177.716 | 41,86 %  | 93    | 53,1 %  |
| People’s Democratic Front   | 1.080.092 | 20,76 %  | 42    | 24,0 %  |
| Sozialistische Partei       | 590.209   | 11,35 %  | 11    | 6,3 %   |
| Peasants and Workers Party  | 215.992   | 4,15 %   | 10    | 5,7 %   |
| Scheduled Castes Federation | 266.482   | 5,12 %   | 5     | 2,9 %   |
| Andere Parteien             | 113.405   | 2,18 %   | 0     | 0,0 %   |
| Unabhängige Kandidaten      | 758.318   | 14,58 %  | 14    | 8,0 %   |
| Gesamt                      | 5.202.214 | 100,00 % | 175   | 100,0 % |

## Auflösung des Staates Hyderabad
Schon zur britischen Kolonialzeit hatte es Forderungen nach einer Neugliederung der Verwaltungsgrenzen nach linguistisch-kulturellen Kriterien gegeben. Nach der Unabhängigkeit Indiens 1947 widersetzte sich die indische Regierung unter Nehru zunächst diesen Bestrebungen, da sie Streitigkeiten über die neu zu ziehenden Grenzen befürchtete, die die Einheit des jungen Staatswesens gefährdet hätten. Hyderabad war von diesen Diskussionen besonders betroffen, da sich das Staatsgebiet mit drei Sprachgebieten überschnitt: Marathi im Nordwesten, Telugu im Osten und Kannada im Südwesten. Zusätzlich sprachen viele Muslime, vor allem in den größeren Städten Urdu. Alle vier Sprachen wurden zudem noch in verschiedenen Schriften geschrieben.
Unter dem konstanten Druck der öffentlichen Meinung beugte sich die indische Regierung und Nehru setzte 1953 die States Reorganisation Commission ein, die Empfehlungen zu den künftigen Grenzen der Bundesstaaten ausarbeiten sollte. Am 30. September 1955 legte die Kommission ihren vorläufigen Bericht vor.
In ihrer Beurteilung des Staates Hyderabad betonte die Kommission, dass es sich bei dem ehemaligen Fürstenstaat Hyderabad um eine quasi „künstliche“ staatliche Einheit handle, die nur durch die autoritäre Herrschaft der Asaf-Jahi-Dynastie zusammengehalten wurde. Es gäbe keine wirklich gemeinsame Kultur. Im Gegensatz zu den ehemaligen britischen Provinzen (Präsidentschaft Madras, Präsidentschaft Bombay, Central Provinces and Berar etc.), die genauso künstliche Gebilde gewesen seien, habe es in Hyderabad keine wirkliche Entwicklung des Landes und seiner Bewohner gegeben. Der Staat sei durch Rückständigkeit in allen Bereichen gekennzeichnet und stehe auch für eine ungute autokratisch-feudalistische Tradition:

„Es gibt die allgemeine Forderung, die die Unterstützung der Öffentlichkeit genießt, dass der Staat auf der Basis linguistischer und kultureller Zugehörigkeiten aufgeteilt werden solle. Diese Forderung begründet sich nicht nur auf linguistische Argumente. Es ist eingewandt worden, dass Staaten wie Bombay, Madras und Madhya Pradesh trotz ihres heterogenen Charakters ein gutes Maß an Fortschritt erzielt haben und eine beachtliche Erfahrung in der Arbeitsweise einer demokratischen Regierung erlangt haben. Im Falle Hyderabads muss man jedoch feststellen, dass der Staat lange Zeit eine künstliche politische Einheit bildete und dass die Hebung der Lebensverhältnisse seiner Menschen nur dann erreicht werden kann, wenn seine drei Komponenten an benachbarte fortgeschrittene Einheiten angeschlossen werden. Dieser Schritt ist auch notwendig, um die undemokratischen Traditionen, die, wie man sagt, immer noch tief in diesem Staat verwurzelt sind, auszulöschen. […] Es ist wichtig, sich daran zu erinnern, dass die drei Gebiete Hyderabads, die unter den Namen Telangana, Karnataka und Marathwada bekannt sind, nur unter der Autorität der Asaf Jahi-Dynastie vereinigt wurden. Die Einheit wurde nicht durch freie Vereinigung des Volkes bewerkstelligt, sondern beruhte auf den schwachen Fundamenten einer persönlichen Herrschaft. Einhergehend mit der Demokratisierung des Staates ist diese aufgesetzte und künstliche Einheit daher tatsächlich schon zerbrochen. […] Die gemeinsame Kultur von Hyderabad ist ebenso wie die Einheit des Staates etwas von oben Aufgepfropftes. Sie ist ganz offensichtlich, wenn überhaupt, nur in größeren Städten vorhanden und stellt in keiner Weise eine gemeinsame Lebensform des Volkes von Hyderabad dar. Außerhalb der Städte Hyderabad und in geringerem Maße Aurangabad, Bidar und Gulbarga gibt es wenig, was als gemeinsame Kultur angesehen werden könnte.“

Trotz dieses insgesamt negativen Urteils empfahl die Kommission nicht die komplette Auflösung des Staates Hyderabad, sondern im Wesentlichen dessen Verkleinerung auf die Telugu-sprachigen Anteile. Die Marathi-sprachigen Anteile sollten an den Nachbarstaat Bombay angegliedert werden, die Kannada-sprachigen Anteile an den Nachbarstaat Mysore. Die Entwürfe der Kommission wurden intensiv im indischen Parlament diskutiert. Letztlich einigte man sich auf die komplette Aufteilung Hyderabads entlang linguistischer Grenzlinien unter die drei Nachbarstaaten Bombay, Mysore und Andhra Pradesh. Dieser Beschluss wurde mit dem States Reorganisation Act, der am 1. November 1956 Realität wurde, umgesetzt.